# Campeonato Ecuatoriano de Fútbol 1992
El Campeonato Ecuatoriano de Fútbol 1992, conocido oficialmente como «Campeonato Nacional de Fútbol 1992», fue la 34.ª edición de la Serie A del Campeonato nacional de fútbol profesional en Ecuador. La competencia se celebró del 7 de marzo al 25 de noviembre de 1992. El torneo fue organizado por la Federación Ecuatoriana de Fútbol y contó con la participación de doce equipos de fútbol.
El Nacional se coronó campeón por décima vez en su historia.

## Sistema de juego
El torneo de 1992 sufrió pequeños cambios con respecto a los 2 anteriores. La primera etapa fue exactamente igual: 22 fechas, 12 equipos en la Serie A, bajo la modalidad de sistema de todos contra todos; el último equipo en la tabla descendía de manera automática.
Las variaciones vinieron a servir de filtro para clasificar a la liguilla final: solo podían hacerlo los 2 primeros equipos de esta etapa, con 1 punto de bonificación por cuadro.
La segunda etapa también tuvo características similares; la variante: solamente los ganadores de cada grupo calificaban para la liguilla final, con 1 punto de bonificación.
La diferencia más notable con los campeonatos previos fue que no había una tercera etapa. Se acababa la segunda y, a continuación, los equipos clasificados jugaban la liguilla final; aquellos por ubicados, en la tabla general, disputaban la liguilla del no descenso, que fue generalmente una serie con 2 equipos, en juegos de ida y vuelta; en caso de igualdad, iban al desempate.
La liguilla final fue una etapa final, con los 4 equipos calificados más los 2 equipos de mejor puntaje en la tabla general. Entre estos 6 equipos se disputó el campeonato y vicecampeonato.

## Primera etapa

### Relevo semestral de clubes
| Pos. | de la Segunda etapa de la Serie A |
| ---- | --------------------------------- |
| 1º   | Juvenil                           |

| Pos. | de la Segunda etapa de la Serie B |
| ---- | --------------------------------- |
| 1º   | Aucas                             |

### Datos de los clubes
| Equipo                | Ciudad                                                | Provincia  |
| --------------------- | ----------------------------------------------------- | ---------- |
| Aucas                 | Quito                                                 | Pichincha  |
| Barcelona             | Guayaquil                                             | Guayas     |
| Delfín                | [[Archivo:\|20x20px\|border\|Bandera de Manta]] Manta | Manabí     |
| Deportivo Cuenca      | Cuenca                                                | Azuay      |
| Deportivo Quito       | Quito                                                 | Pichincha  |
| El Nacional           | Quito                                                 | Pichincha  |
| Emelec                | Guayaquil                                             | Guayas     |
| Green Cross           | [[Archivo:\|20x20px\|border\|Bandera de Manta]] Manta | Manabí     |
| Liga de Quito         | Quito                                                 | Pichincha  |
| Técnico Universitario | Ambato                                                | Tungurahua |
| Universidad Católica  | Quito                                                 | Pichincha  |
| Valdez                | Milagro / Guayaquil                                   | Guayas     |

### Equipos por ubicación geográfica
| Provincia  | N.º | Equipos                                                                        |
| ---------- | --- | ------------------------------------------------------------------------------ |
| Pichincha  | 5   | - Aucas - Deportivo Quito - El Nacional - Liga de Quito - Universidad Católica |
| Guayas     | 3   | - Barcelona - Emelec - Valdez                                                  |
| Manabí     | 2   | - Delfín - Green Cross                                                         |
| Azuay      | 1   | - Deportivo Cuenca                                                             |
| Tungurahua | 1   | - Técnico Universitario                                                        |

|  |

### Partidos y resultados
| Fecha 1    | Fecha 1               | Fecha 1   | Fecha 1              |
| Fecha      | Equipo Local          | Resultado | Equipo Visitante     |
| ---------- | --------------------- | --------- | -------------------- |
| 7 de marzo | Valdez                | 2 - 2     | Green Cross          |
| 7 de marzo | Técnico Universitario | 0 - 1     | Deportivo Cuenca     |
| 8 de marzo | Liga de Quito         | 2 - 0     | Universidad Católica |
| 8 de marzo | Deportivo Quito       | 1 - 1     | Aucas                |
| 8 de marzo | Delfín                | 0 - 0     | El Nacional          |
| 8 de marzo | Emelec                | 1 - 2     | Barcelona            |

| Fecha 2     | Fecha 2              | Fecha 2   | Fecha 2               |
| Fecha       | Equipo Local         | Resultado | Equipo Visitante      |
| ----------- | -------------------- | --------- | --------------------- |
| 14 de marzo | Barcelona            | 3 - 1     | Delfín                |
| 14 de marzo | El Nacional          | 0 - 0     | Emelec                |
| 14 de marzo | Universidad Católica | 1 - 1     | Técnico Universitario |
| 15 de marzo | Aucas                | 3 - 0     | Liga de Quito         |
| 15 de marzo | Green Cross          | 1 - 1     | Deportivo Quito       |
| 25 de marzo | Deportivo Cuenca     | 0 - 0     | Valdez                |

| Fecha 3     | Fecha 3         | Fecha 3   | Fecha 3               |
| Fecha       | Equipo Local    | Resultado | Equipo Visitante      |
| ----------- | --------------- | --------- | --------------------- |
| 21 de marzo | Liga de Quito   | 3 - 2     | Green Cross           |
| 22 de marzo | Delfín          | 3 - 0     | Técnico Universitario |
| 22 de marzo | Aucas           | 0 - 1     | Deportivo Cuenca      |
| 22 de marzo | Valdez          | 0 - 0     | El Nacional           |
| 22 de marzo | Emelec          | 4 - 0     | Universidad Católica  |
| 15 de abril | Deportivo Quito | 0 - 0     | Barcelona             |

| Fecha 4     | Fecha 4               | Fecha 4   | Fecha 4          |
| Fecha       | Equipo Local          | Resultado | Equipo Visitante |
| ----------- | --------------------- | --------- | ---------------- |
| 28 de marzo | Barcelona             | 0 - 1     | Valdez           |
| 28 de marzo | Técnico Universitario | 0 - 0     | Liga de Quito    |
| 29 de marzo | Universidad Católica  | 1 - 5     | Aucas            |
| 29 de marzo | El Nacional           | 0 - 0     | Deportivo Quito  |
| 29 de marzo | Deportivo Cuenca      | 1 - 1     | Delfín           |
| 29 de marzo | Green Cross           | 1 - 3     | Emelec           |

| Fecha 5     | Fecha 5         | Fecha 5   | Fecha 5               |
| Fecha       | Equipo Local    | Resultado | Equipo Visitante      |
| ----------- | --------------- | --------- | --------------------- |
| 4 de abril  | Deportivo Quito | 2 - 1     | Técnico Universitario |
| 4 de abril  | Valdez          | 1 - 1     | Universidad Católica  |
| 5 de abril  | Aucas           | 0 - 1     | El Nacional           |
| 5 de abril  | Delfín          | 0 - 2     | Green Cross           |
| 5 de abril  | Emelec          | 1 - 0     | Deportivo Cuenca      |
| 11 de junio | Liga de Quito   | 0 - 0     | Barcelona             |

| Fecha 6     | Fecha 6               | Fecha 6   | Fecha 6          |
| Fecha       | Equipo Local          | Resultado | Equipo Visitante |
| ----------- | --------------------- | --------- | ---------------- |
| 11 de abril | Técnico Universitario | 0 - 2     | El Nacional      |
| 12 de abril | Universidad Católica  | 2 - 1     | Green Cross      |
| 12 de abril | Deportivo Quito       | 3 - 2     | Valdez           |
| 12 de abril | Deportivo Cuenca      | 1 - 2     | Liga de Quito    |
| 12 de abril | Delfín                | 1 - 1     | Emelec           |
| 12 de abril | Barcelona             | 4 - 2     | Aucas            |

| Fecha 7     | Fecha 7              | Fecha 7   | Fecha 7               |
| Fecha       | Equipo Local         | Resultado | Equipo Visitante      |
| ----------- | -------------------- | --------- | --------------------- |
| 18 de abril | Valdez               | 3 - 0     | Técnico Universitario |
| 19 de abril | Universidad Católica | 0 - 0     | Deportivo Cuenca      |
| 19 de abril | Liga de Quito        | 1 - 0     | El Nacional           |
| 19 de abril | Aucas                | 4 - 1     | Delfín                |
| 19 de abril | Green Cross          | 1 - 2     | Barcelona             |
| 19 de abril | Emelec               | 3 - 0     | Deportivo Quito       |

| Fecha 8     | Fecha 8               | Fecha 8   | Fecha 8              |
| Fecha       | Equipo Local          | Resultado | Equipo Visitante     |
| ----------- | --------------------- | --------- | -------------------- |
| 22 de abril | Liga de Quito         | 0 - 1     | Emelec               |
| 22 de abril | Deportivo Quito       | 2 - 2     | Universidad Católica |
| 22 de abril | Delfín                | 1 - 1     | Valdez               |
| 22 de abril | Técnico Universitario | 3 - 1     | Aucas                |
| 22 de abril | Barcelona             | 3 - 1     | El Nacional          |
| 22 de abril | Deportivo Cuenca      | 4 - 1     | Green Cross          |

| Fecha 9     | Fecha 9              | Fecha 9   | Fecha 9               |
| Fecha       | Equipo Local         | Resultado | Equipo Visitante      |
| ----------- | -------------------- | --------- | --------------------- |
| 25 de abril | Universidad Católica | 0 - 1     | Barcelona             |
| 25 de abril | El Nacional          | 3 - 3     | Deportivo Cuenca      |
| 25 de abril | Valdez               | 3 - 0     | Liga de Quito         |
| 26 de abril | Deportivo Quito      | 0 - 0     | Delfín                |
| 26 de abril | Green Cross          | 2 - 1     | Técnico Universitario |
| 26 de abril | Emelec               | 3 - 0     | Aucas                 |

| Fecha 10    | Fecha 10              | Fecha 10  | Fecha 10         |
| Fecha       | Equipo Local          | Resultado | Equipo Visitante |
| ----------- | --------------------- | --------- | ---------------- |
| 2 de mayo   | Deportivo Cuenca      | 1 - 0     | Deportivo Quito  |
| 3 de mayo   | Universidad Católica  | 0 - 0     | El Nacional      |
| 3 de mayo   | Aucas                 | 3 - 0     | Green Cross      |
| 3 de mayo   | Delfín                | 2 - 3     | Liga de Quito    |
| 12 de mayo  | Emelec                | 2 - 0     | Valdez           |
| 17 de junio | Técnico Universitario | 0 - 0     | Barcelona        |

| Fecha 11   | Fecha 11             | Fecha 11  | Fecha 11              |
| Fecha      | Equipo Local         | Resultado | Equipo Visitante      |
| ---------- | -------------------- | --------- | --------------------- |
| 9 de mayo  | Aucas                | 3 - 0     | Valdez                |
| 9 de mayo  | Universidad Católica | 3 - 0     | Delfín                |
| 9 de mayo  | Liga de Quito        | 1 - 0     | Deportivo Quito       |
| 9 de mayo  | Emelec               | 4 - 0     | Técnico Universitario |
| 9 de mayo  | Barcelona            | 1 - 0     | Deportivo Cuenca      |
| 10 de mayo | Green Cross          | 2 - 1     | El Nacional           |

| Fecha 12   | Fecha 12             | Fecha 12  | Fecha 12              |
| Fecha      | Equipo Local         | Resultado | Equipo Visitante      |
| ---------- | -------------------- | --------- | --------------------- |
| 23 de mayo | Deportivo Cuenca     | 4 - 0     | Técnico Universitario |
| 24 de mayo | El Nacional          | 5 - 1     | Delfín                |
| 24 de mayo | Universidad Católica | 1 - 2     | Liga de Quito         |
| 24 de mayo | Aucas                | 0 - 1     | Deportivo Quito       |
| 24 de mayo | Green Cross          | 2 - 1     | Valdez                |
| 24 de mayo | Barcelona            | 1 - 2     | Emelec                |

| Fecha 13   | Fecha 13              | Fecha 13  | Fecha 13             |
| Fecha      | Equipo Local          | Resultado | Equipo Visitante     |
| ---------- | --------------------- | --------- | -------------------- |
| 30 de mayo | Deportivo Quito       | 6 - 0     | Green Cross          |
| 30 de mayo | Técnico Universitario | 1 - 0     | Universidad Católica |
| 31 de mayo | Liga de Quito         | 1 - 1     | Aucas                |
| 31 de mayo | Delfín                | 2 - 0     | Barcelona            |
| 31 de mayo | Valdez                | 0 - 1     | Deportivo Cuenca     |
| 31 de mayo | Emelec                | 0 - 0     | El Nacional          |

| Fecha 14   | Fecha 14              | Fecha 14  | Fecha 14         |
| Fecha      | Equipo Local          | Resultado | Equipo Visitante |
| ---------- | --------------------- | --------- | ---------------- |
| 6 de junio | Técnico Universitario | 1 - 0     | Delfín           |
| 7 de junio | El Nacional           | 4 - 3     | Valdez           |
| 7 de junio | Deportivo Cuenca      | 2 - 1     | Aucas            |
| 7 de junio | Green Cross           | 1 - 4     | Liga de Quito    |
| 7 de junio | Barcelona             | 7 - 1     | Deportivo Quito  |
| 7 de junio | Universidad Católica  | 1 - 1     | Emelec           |

| Fecha 15    | Fecha 15        | Fecha 15  | Fecha 15              |
| Fecha       | Equipo Local    | Resultado | Equipo Visitante      |
| ----------- | --------------- | --------- | --------------------- |
| 13 de junio | Aucas           | 3 - 1     | Universidad Católica  |
| 14 de junio | Delfín          | 1 - 1     | Deportivo Cuenca      |
| 14 de junio | Liga de Quito   | 1 - 1     | Técnico Universitario |
| 14 de junio | Valdez          | 0 - 1     | Barcelona             |
| 14 de junio | Deportivo Quito | 0 - 2     | El Nacional           |
| 14 de junio | Emelec          | 1 - 0     | Green Cross           |

| Fecha 16    | Fecha 16              | Fecha 16  | Fecha 16         |
| Fecha       | Equipo Local          | Resultado | Equipo Visitante |
| ----------- | --------------------- | --------- | ---------------- |
| 20 de junio | Green Cross           | 1 - 0     | Delfín           |
| 20 de junio | Universidad Católica  | 0 - 0     | Valdez           |
| 20 de junio | Técnico Universitario | 0 - 0     | Deportivo Quito  |
| 20 de junio | El Nacional           | 1 - 1     | Aucas            |
| 20 de junio | Deportivo Cuenca      | 3 - 2     | Emelec           |
| 21 de junio | Barcelona             | 3 - 3     | Liga de Quito    |

| Fecha 17    | Fecha 17      | Fecha 17  | Fecha 17              |
| Fecha       | Equipo Local  | Resultado | Equipo Visitante      |
| ----------- | ------------- | --------- | --------------------- |
| 28 de junio | El Nacional   | 1 - 0     | Técnico Universitario |
| 28 de junio | Liga de Quito | 4 - 1     | Deportivo Cuenca      |
| 28 de junio | Green Cross   | 4 - 1     | Universidad Católica  |
| 28 de junio | Aucas         | 1 - 0     | Barcelona             |
| 28 de junio | Valdez        | 2 - 1     | Deportivo Quito       |
| 28 de junio | Emelec        | 6 - 1     | Delfín                |

| Fecha 18    | Fecha 18              | Fecha 18  | Fecha 18             |
| Fecha       | Equipo Local          | Resultado | Equipo Visitante     |
| ----------- | --------------------- | --------- | -------------------- |
| 11 de julio | Deportivo Quito       | 0 - 2     | Emelec               |
| 11 de julio | Técnico Universitario | 0 - 0     | Valdez               |
| 11 de julio | El Nacional           | 2 - 0     | Liga de Quito        |
| 11 de julio | Deportivo Cuenca      | 2 - 1     | Universidad Católica |
| 12 de julio | Delfín                | 2 - 0     | Aucas                |
| 12 de julio | Barcelona             | 5 - 1     | Green Cross          |

| Fecha 19    | Fecha 19             | Fecha 19  | Fecha 19              |
| Fecha       | Equipo Local         | Resultado | Equipo Visitante      |
| ----------- | -------------------- | --------- | --------------------- |
| 15 de julio | Aucas                | 1 - 0     | Técnico Universitario |
| 15 de julio | Green Cross          | 3 - 0     | Deportivo Cuenca      |
| 15 de julio | Universidad Católica | 1 - 1     | Deportivo Quito       |
| 15 de julio | Valdez               | 3 - 0     | Delfín                |
| 15 de julio | El Nacional          | 1 - 0     | Barcelona             |
| 15 de julio | Emelec               | 1 - 0     | Liga de Quito         |

| Fecha 20    | Fecha 20              | Fecha 20  | Fecha 20             |
| Fecha       | Equipo Local          | Resultado | Equipo Visitante     |
| ----------- | --------------------- | --------- | -------------------- |
| 18 de julio | Técnico Universitario | 1 - 1     | Green Cross          |
| 18 de julio | Liga de Quito         | 0 - 1     | Valdez               |
| 19 de julio | Barcelona             | 4 - 1     | Universidad Católica |
| 19 de julio | Aucas                 | 0 - 1     | Emelec               |
| 19 de julio | Deportivo Cuenca      | 0 - 1     | El Nacional          |
| 19 de julio | Delfín                | 1 - 1     | Deportivo Quito      |

| Fecha 21    | Fecha 21        | Fecha 21  | Fecha 21              |
| Fecha       | Equipo Local    | Resultado | Equipo Visitante      |
| ----------- | --------------- | --------- | --------------------- |
| 22 de julio | Green Cross     | 3 - 1     | Aucas                 |
| 22 de julio | El Nacional     | 5 - 0     | Universidad Católica  |
| 22 de julio | Barcelona       | 3 - 0     | Técnico Universitario |
| 22 de julio | Liga de Quito   | 4 - 0     | Delfín                |
| 22 de julio | Deportivo Quito | 2 - 1     | Deportivo Cuenca      |
| 22 de julio | Valdez          | 0 - 1     | Emelec                |

| Fecha 22    | Fecha 22              | Fecha 22  | Fecha 22             |
| Fecha       | Equipo Local          | Resultado | Equipo Visitante     |
| ----------- | --------------------- | --------- | -------------------- |
| 25 de julio | Técnico Universitario | 0 - 1     | Emelec               |
| 25 de julio | Delfín                | 2 - 2     | Universidad Católica |
| 26 de julio | Deportivo Cuenca      | 3 - 2     | Barcelona            |
| 26 de julio | El Nacional           | 1 - 0     | Green Cross          |
| 26 de julio | Deportivo Quito       | 4 - 3     | Liga de Quito        |
| 26 de julio | Valdez                | 2 - 1     | Aucas                |

### Tabla de posiciones
|  |  |     | Equipo                | PJ | PG | PE | PP | GF | GC | DG  | PTS | PB |
|  |  | --- | --------------------- | -- | -- | -- | -- | -- | -- | --- | --- | -- |
|  |  | 1.  | Emelec                | 22 | 16 | 4  | 2  | 41 | 10 | +31 | 36  | 1  |
|  |  | 2.  | El Nacional           | 22 | 11 | 8  | 3  | 31 | 14 | +17 | 30  | 1  |
|  |  | 3.  | Barcelona             | 22 | 12 | 4  | 6  | 42 | 22 | +20 | 28  |    |
|  |  | 4.  | Liga de Quito         | 22 | 10 | 5  | 7  | 34 | 28 | +6  | 25  |    |
|  |  | 5.  | Deportivo Cuenca      | 22 | 10 | 5  | 7  | 30 | 26 | +4  | 25  |    |
|  |  | 6.  | Valdez                | 22 | 7  | 7  | 8  | 25 | 23 | +2  | 21  |    |
|  |  | 7.  | Deportivo Quito       | 22 | 6  | 9  | 7  | 26 | 31 | -5  | 21  |    |
|  |  | 8.  | Aucas                 | 22 | 8  | 3  | 11 | 32 | 29 | +3  | 19  |    |
|  |  | 9.  | Green Cross           | 22 | 8  | 3  | 11 | 31 | 43 | -12 | 19  |    |
|  |  | 10. | Delfín                | 22 | 3  | 8  | 11 | 20 | 42 | -22 | 14  |    |
|  |  | 11. | Técnico Universitario | 22 | 3  | 7  | 12 | 10 | 31 | -21 | 13  |    |
|  |  | 12. | Universidad Católica  | 22 | 2  | 9  | 11 | 19 | 42 | -23 | 13  |    |

PJ = Partidos jugados; PG = Partidos ganados; PE = Partidos empatados; PP = Partidos perdidos; GF = Goles a favor; GC = Goles en contra; DG = Diferencia de gol; PTS = Puntos; PB = Puntos de bonificación
|  | Clasificaron a la Liguilla final. |
|  | Descendió a la Serie B.           |

## Segunda etapa

### Relevo semestral de clubes
| Pos. | de la Primera etapa de la Serie A |
| ---- | --------------------------------- |
| 12º  | Universidad Católica              |

| Pos. | de la Primera etapa de la Serie B |
| ---- | --------------------------------- |
| 1º   | Liga de Portoviejo                |

### Datos de los clubes
| Equipo                | Ciudad                                                | Provincia  |
| --------------------- | ----------------------------------------------------- | ---------- |
| Aucas                 | Quito                                                 | Pichincha  |
| Barcelona             | Guayaquil                                             | Guayas     |
| Delfín                | [[Archivo:\|20x20px\|border\|Bandera de Manta]] Manta | Manabí     |
| Deportivo Cuenca      | Cuenca                                                | Azuay      |
| Deportivo Quito       | Quito                                                 | Pichincha  |
| El Nacional           | Quito                                                 | Pichincha  |
| Emelec                | Guayaquil                                             | Guayas     |
| Green Cross           | [[Archivo:\|20x20px\|border\|Bandera de Manta]] Manta | Manabí     |
| Liga de Portoviejo    | Portoviejo                                            | Manabí     |
| Liga de Quito         | Quito                                                 | Pichincha  |
| Técnico Universitario | Ambato                                                | Tungurahua |
| Valdez                | Milagro / Guayaquil                                   | Guayas     |

### Equipos por ubicación geográfica
| Provincia  | N.º | Equipos                                                 |
| ---------- | --- | ------------------------------------------------------- |
| Pichincha  | 4   | - Aucas - Deportivo Quito - El Nacional - Liga de Quito |
| Guayas     | 3   | - Barcelona - Emelec - Valdez                           |
| Manabí     | 3   | - Delfín - Green Cross - Liga de Portoviejo             |
| Azuay      | 1   | - Deportivo Cuenca                                      |
| Tungurahua | 1   | - Técnico Universitario                                 |

|  |

### Partidos y resultados
| Fecha 1     | Fecha 1               | Fecha 1   | Fecha 1          |
| Fecha       | Equipo Local          | Resultado | Equipo Visitante |
| ----------- | --------------------- | --------- | ---------------- |
| 8 de agosto | Barcelona             | 1 - 1     | Green Cross      |
| 8 de agosto | Aucas                 | 3 - 1     | Valdez           |
| 8 de agosto | Técnico Universitario | 0 - 1     | Deportivo Quito  |
| 9 de agosto | El Nacional           | 0 - 1     | Liga de Quito    |
| 9 de agosto | Deportivo Cuenca      | 1 - 1     | Emelec           |
| 9 de agosto | Liga de Portoviejo    | 1 - 1     | Delfín           |

| Fecha 2      | Fecha 2         | Fecha 2   | Fecha 2               |
| Fecha        | Equipo Local    | Resultado | Equipo Visitante      |
| ------------ | --------------- | --------- | --------------------- |
| 12 de agosto | Green Cross     | 6 - 0     | Deportivo Cuenca      |
| 12 de agosto | Valdez          | 2 - 0     | Liga de Portoviejo    |
| 12 de agosto | Emelec          | 3 - 0     | Técnico Universitario |
| 13 de agosto | Deportivo Quito | 1 - 0     | Barcelona             |
| 13 de agosto | Liga de Quito   | 2 - 0     | Aucas                 |
| 14 de agosto | Delfín          | 3 - 1     | El Nacional           |

| Fecha 3      | Fecha 3            | Fecha 3   | Fecha 3               |
| Fecha        | Equipo Local       | Resultado | Equipo Visitante      |
| ------------ | ------------------ | --------- | --------------------- |
| 15 de agosto | Deportivo Cuenca   | 0 - 1     | Deportivo Quito       |
| 16 de agosto | Liga de Quito      | 3 - 0     | Delfín                |
| 16 de agosto | Barcelona          | 4 - 0     | Técnico Universitario |
| 16 de agosto | Green Cross        | 0 - 2     | Emelec                |
| 16 de agosto | El Nacional        | 2 - 0     | Valdez                |
| 16 de agosto | Liga de Portoviejo | 0 - 0     | Aucas                 |

| Fecha 4      | Fecha 4               | Fecha 4   | Fecha 4          |
| Fecha        | Equipo Local          | Resultado | Equipo Visitante |
| ------------ | --------------------- | --------- | ---------------- |
| 22 de agosto | Deportivo Quito       | 2 - 1     | Green Cross      |
| 22 de agosto | Técnico Universitario | 1 - 0     | Deportivo Cuenca |
| 22 de agosto | Valdez                | 2 - 0     | Delfín           |
| 23 de agosto | Aucas                 | 1 - 1     | El Nacional      |
| 23 de agosto | Liga de Portoviejo    | 0 - 0     | Liga de Quito    |
| 23 de agosto | Barcelona             | 0 - 0     | Emelec           |

| Fecha 5      | Fecha 5          | Fecha 5   | Fecha 5               |
| Fecha        | Equipo Local     | Resultado | Equipo Visitante      |
| ------------ | ---------------- | --------- | --------------------- |
| 26 de agosto | Green Cross      | 1 - 0     | Técnico Universitario |
| 26 de agosto | Delfín           | 3 - 0     | Aucas                 |
| 26 de agosto | Emelec           | 1 - 0     | Deportivo Quito       |
| 26 de agosto | Deportivo Cuenca | 1 - 2     | Barcelona             |
| 27 de agosto | Liga de Quito    | 1 - 1     | Valdez                |
| 28 de agosto | El Nacional      | 5 - 1     | Liga de Portoviejo    |

| Fecha 6      | Fecha 6               | Fecha 6   | Fecha 6          |
| Fecha        | Equipo Local          | Resultado | Equipo Visitante |
| ------------ | --------------------- | --------- | ---------------- |
| 29 de agosto | Barcelona             | 4 - 0     | Deportivo Cuenca |
| 29 de agosto | Deportivo Quito       | 1 - 1     | Emelec           |
| 30 de agosto | Valdez                | 2 - 0     | Liga de Quito    |
| 30 de agosto | Aucas                 | 2 - 0     | Delfín           |
| 30 de agosto | Técnico Universitario | 0 - 0     | Green Cross      |
| 30 de agosto | Liga de Portoviejo    | 2 - 0     | El Nacional      |

| Fecha 7         | Fecha 7          | Fecha 7   | Fecha 7               |
| Fecha           | Equipo Local     | Resultado | Equipo Visitante      |
| --------------- | ---------------- | --------- | --------------------- |
| 5 de septiembre | Liga de Quito    | 3 - 2     | Liga de Portoviejo    |
| 5 de septiembre | El Nacional      | 1 - 0     | Aucas                 |
| 5 de septiembre | Deportivo Cuenca | 1 - 0     | Técnico Universitario |
| 6 de septiembre | Green Cross      | 3 - 1     | Deportivo Quito       |
| 6 de septiembre | Delfín           | 3 - 1     | Valdez                |
| 6 de septiembre | Emelec           | 0 - 1     | Barcelona             |

| Fecha 8          | Fecha 8               | Fecha 8   | Fecha 8            |
| Fecha            | Equipo Local          | Resultado | Equipo Visitante   |
| ---------------- | --------------------- | --------- | ------------------ |
| 9 de septiembre  | Delfín                | 2 - 2     | Liga de Quito      |
| 9 de septiembre  | Técnico Universitario | 1 - 1     | Barcelona          |
| 9 de septiembre  | Aucas                 | 1 - 0     | Liga de Portoviejo |
| 9 de septiembre  | Deportivo Quito       | 3 - 2     | Deportivo Cuenca   |
| 9 de septiembre  | Emelec                | 0 - 2     | Green Cross        |
| 16 de septiembre | Valdez                | 1 - 0     | El Nacional        |

| Fecha 9          | Fecha 9               | Fecha 9   | Fecha 9          |
| Fecha            | Equipo Local          | Resultado | Equipo Visitante |
| ---------------- | --------------------- | --------- | ---------------- |
| 12 de septiembre | Liga de Portoviejo    | 2 - 1     | Valdez           |
| 13 de septiembre | Técnico Universitario | 1 - 1     | Emelec           |
| 13 de septiembre | El Nacional           | 5 - 1     | Delfín           |
| 13 de septiembre | Aucas                 | 0 - 0     | Liga de Quito    |
| 13 de septiembre | Deportivo Cuenca      | 1 - 2     | Green Cross      |
| 13 de septiembre | Barcelona             | 3 - 0     | Deportivo Quito  |

| Fecha 10         | Fecha 10        | Fecha 10  | Fecha 10              |
| Fecha            | Equipo Local    | Resultado | Equipo Visitante      |
| ---------------- | --------------- | --------- | --------------------- |
| 19 de septiembre | Emelec          | 2 - 2     | Deportivo Cuenca      |
| 20 de septiembre | Valdez          | 1 - 0     | Aucas                 |
| 20 de septiembre | Green Cross     | 2 - 1     | Barcelona             |
| 20 de septiembre | Deportivo Quito | 4 - 1     | Técnico Universitario |
| 20 de septiembre | Delfín          | 2 - 1     | Liga de Portoviejo    |
| 20 de septiembre | Liga de Quito   | 1 - 2     | El Nacional           |

### Tabla de posiciones
Hexagonal 1
|  |  |    | Equipo                | PJ | PG | PE | PP | GF | GC | DG  | PTS | PB |
|  |  | -- | --------------------- | -- | -- | -- | -- | -- | -- | --- | --- | -- |
|  |  | 1. | Green Cross           | 10 | 6  | 2  | 2  | 18 | 8  | +10 | 14  | 1  |
|  |  | 2. | Barcelona             | 10 | 5  | 3  | 2  | 17 | 6  | +11 | 13  |    |
|  |  | 3. | Deportivo Quito       | 10 | 6  | 1  | 3  | 14 | 12 | +2  | 13  |    |
|  |  | 4. | Emelec                | 10 | 3  | 5  | 2  | 11 | 8  | +3  | 11  |    |
|  |  | 5. | Técnico Universitario | 10 | 1  | 3  | 6  | 4  | 16 | -12 | 5   |    |
|  |  | 6. | Deportivo Cuenca      | 10 | 1  | 2  | 7  | 8  | 22 | -14 | 4   |    |

Hexagonal 2
|  |  |    | Equipo             | PJ | PG | PE | PP | GF | GC | DG | PTS | PB |
|  |  | -- | ------------------ | -- | -- | -- | -- | -- | -- | -- | --- | -- |
|  |  | 1. | Liga de Quito      | 10 | 4  | 4  | 2  | 13 | 9  | +4 | 12  | 1  |
|  |  | 2. | El Nacional        | 10 | 5  | 1  | 4  | 17 | 11 | +6 | 11  |    |
|  |  | 3. | Valdez             | 10 | 5  | 1  | 4  | 12 | 11 | +1 | 11  |    |
|  |  | 4. | Delfín             | 10 | 4  | 2  | 4  | 15 | 18 | -3 | 10  |    |
|  |  | 5. | Aucas              | 10 | 3  | 3  | 4  | 7  | 9  | -2 | 9   |    |
|  |  | 6. | Liga de Portoviejo | 10 | 2  | 3  | 5  | 9  | 15 | -6 | 7   |    |

PJ = Partidos jugados; PG = Partidos ganados; PE = Partidos empatados; PP = Partidos perdidos; GF = Goles a favor; GC = Goles en contra; DG = Diferencia de gol; PTS = Puntos; PB = Puntos de bonificación
 NOTA: Barcelona y Deportivo Quito clasificaron a la Liguilla final según la Tabla de Posiciones.
|  | Clasificaron a la Liguilla final.      |
|  | Disputaron la Definición del descenso. |

#### Evolución de la clasificación
Hexagonal 1
Hexagonal 2

## Definición del descenso
Se enfrentaron entre Liga de Portoviejo y Técnico Universitario.
| Fecha                                                                                               | Ciudad     | Equipo local          | Resultado     | Equipo visitante      |
| --------------------------------------------------------------------------------------------------- | ---------- | --------------------- | ------------- | --------------------- |
| 27 de septiembre                                                                                    | Ambato     | Técnico Universitario | 3 - 2         | Liga de Portoviejo    |
| 3 de octubre                                                                                        | Portoviejo | Liga de Portoviejo    | 4 - 0         | Técnico Universitario |
| Como los dos ganaron cada partido se jugó un partido de desempate en una cancha neutral.            |            |                       |               |                       |
| 10 de octubre                                                                                       | Quito      | Técnico Universitario | 2 (4) - 2 (2) | Liga de Portoviejo    |
| Técnico Universitario permaneció en la Serie A y Liga de Portoviejo descendió a la Serie B de 1993. |            |                       |               |                       |

## Liguilla final

### Partidos y resultados
| Fecha 1          | Fecha 1       | Fecha 1   | Fecha 1          |
| Fecha            | Equipo Local  | Resultado | Equipo Visitante |
| ---------------- | ------------- | --------- | ---------------- |
| 27 de septiembre | Liga de Quito | 2 - 1     | Emelec           |
| 27 de septiembre | Barcelona     | 2 - 0     | Deportivo Quito  |
| 27 de septiembre | Green Cross   | 0 - 2     | El Nacional      |

| Fecha 2          | Fecha 2         | Fecha 2   | Fecha 2          |
| Fecha            | Equipo Local    | Resultado | Equipo Visitante |
| ---------------- | --------------- | --------- | ---------------- |
| 30 de septiembre | Deportivo Quito | 0 - 2     | Liga de Quito    |
| 30 de septiembre | El Nacional     | 1 - 1     | Barcelona        |
| 30 de septiembre | Emelec          | 1 - 0     | Green Cross      |

| Fecha 3      | Fecha 3         | Fecha 3   | Fecha 3          |
| Fecha        | Equipo Local    | Resultado | Equipo Visitante |
| ------------ | --------------- | --------- | ---------------- |
| 4 de octubre | Deportivo Quito | 0 - 0     | El Nacional      |
| 4 de octubre | Emelec          | 1 - 1     | Barcelona        |
| 4 de octubre | Green Cross     | 1 - 0     | Liga de Quito    |

| Fecha 4       | Fecha 4         | Fecha 4   | Fecha 4          |
| Fecha         | Equipo Local    | Resultado | Equipo Visitante |
| ------------- | --------------- | --------- | ---------------- |
| 11 de octubre | Deportivo Quito | 2 - 1     | Emelec           |
| 11 de octubre | El Nacional     | 0 - 0     | Liga de Quito    |
| 11 de octubre | Barcelona       | 2 - 0     | Green Cross      |

| Fecha 5       | Fecha 5       | Fecha 5   | Fecha 5          |
| Fecha         | Equipo Local  | Resultado | Equipo Visitante |
| ------------- | ------------- | --------- | ---------------- |
| 17 de octubre | Green Cross   | 4 - 1     | Deportivo Quito  |
| 18 de octubre | Liga de Quito | 0 - 1     | Barcelona        |
| 18 de octubre | Emelec        | 4 - 0     | El Nacional      |

| Fecha 6       | Fecha 6         | Fecha 6   | Fecha 6          |
| Fecha         | Equipo Local    | Resultado | Equipo Visitante |
| ------------- | --------------- | --------- | ---------------- |
| 25 de octubre | El Nacional     | 5 - 0     | Green Cross      |
| 25 de octubre | Deportivo Quito | 2 - 3     | Barcelona        |
| 25 de octubre | Emelec          | 4 - 0     | Liga de Quito    |

| Fecha 7       | Fecha 7       | Fecha 7   | Fecha 7          |
| Fecha         | Equipo Local  | Resultado | Equipo Visitante |
| ------------- | ------------- | --------- | ---------------- |
| 28 de octubre | Barcelona     | 0 - 0     | El Nacional      |
| 28 de octubre | Green Cross   | 1 - 1     | Emelec           |
| 28 de octubre | Liga de Quito | 0 - 3     | Deportivo Quito  |

| Fecha 8        | Fecha 8       | Fecha 8   | Fecha 8          |
| Fecha          | Equipo Local  | Resultado | Equipo Visitante |
| -------------- | ------------- | --------- | ---------------- |
| 1 de noviembre | Liga de Quito | 1 - 1     | Green Cross      |
| 1 de noviembre | El Nacional   | 3 - 0     | Deportivo Quito  |
| 1 de noviembre | Barcelona     | 0 - 2     | Emelec           |

| Fecha 9        | Fecha 9       | Fecha 9   | Fecha 9          |
| Fecha          | Equipo Local  | Resultado | Equipo Visitante |
| -------------- | ------------- | --------- | ---------------- |
| 8 de noviembre | Liga de Quito | 1 - 2     | El Nacional      |
| 8 de noviembre | Emelec        | 5 - 1     | Deportivo Quito  |
| 8 de noviembre | Green Cross   | 0 - 1     | Barcelona        |

| Fecha 10        | Fecha 10        | Fecha 10  | Fecha 10         |
| Fecha           | Equipo Local    | Resultado | Equipo Visitante |
| --------------- | --------------- | --------- | ---------------- |
| 15 de noviembre | Deportivo Quito | 1 - 1     | Green Cross      |
| 15 de noviembre | El Nacional     | 3 - 1     | Emelec           |
| 15 de noviembre | Barcelona       | 3 - 1     | Liga de Quito    |

### Tabla de posiciones
|  |  |    | Equipo          | PJ | PG | PE | PP | GF | GC | DG  | PTS |
|  |  | -- | --------------- | -- | -- | -- | -- | -- | -- | --- | --- |
|  |  | 1. | El Nacional     | 10 | 5  | 4  | 1  | 16 | 7  | +9  | 15  |
|  |  | 2. | Barcelona       | 10 | 6  | 3  | 1  | 14 | 7  | +7  | 15  |
|  |  | 3. | Emelec          | 10 | 5  | 2  | 3  | 21 | 10 | +11 | 13  |
|  |  | 4. | Green Cross     | 10 | 2  | 3  | 5  | 8  | 15 | -7  | 8   |
|  |  | 5. | Liga de Quito   | 10 | 2  | 2  | 6  | 7  | 16 | -9  | 7   |
|  |  | 6. | Deportivo Quito | 10 | 2  | 2  | 6  | 10 | 21 | -11 | 6   |

PJ = Partidos jugados; PG = Partidos ganados; PE = Partidos empatados; PP = Partidos perdidos; GF = Goles a favor; GC = Goles en contra; DG = Diferencia de gol; PTS = Puntos;
|  | Clasificaron a la Copa Libertadores 1993 y Disputaron la Final del campeonato. |
|  | Clasificó a la Copa Conmebol 1993.                                             |

## Final del campeonato
La disputaron entre El Nacional y Barcelona, ganando el equipo militar.
| Fecha                                                    | Ciudad    | Equipo local | Resultado | Equipo visitante |
| -------------------------------------------------------- | --------- | ------------ | --------- | ---------------- |
| 22 de noviembre                                          | Quito     | El Nacional  | 2 - 1     | Barcelona        |
| 25 de noviembre                                          | Guayaquil | Barcelona    | 1 - 1     | El Nacional (C)  |
| El Nacional es el campeón con el marcador global de 3-2. |           |              |           |                  |

### Campeón
|                                                |
|                                                |
| Campeón Club Deportivo El Nacional 10.º título |

## Goleadores
| Jugador               | Equipo          | Goles |
| --------------------- | --------------- | ----- |
| Carlos Muñoz Martínez | Barcelona       | 19    |
| José Valencia         | Green Cross     | 16    |
| Ángel Fernández       | Emelec          | 13    |
| José Luis Pabón       | Deportivo Quito | 13    |
| Fernando Barboza      | Liga de Quito   | 13    |
| Luis Cherrez          | El Nacional     | 12    |